# Mancomunidad para la Gestión de Residuos Sólidos Urbanos Ribera Alta de Navarra
La Mancomunidad para la gestión de residuos sólidos urbanos Ribera Alta de Navarra (MRSURAN) es un ente supramunicipal que agrupa a algunos de los municipios de la comarca de la Ribera Alta de Navarra, en Navarra (España). Fue constituida en 1990 para encargarse de la gestión integral de los residuos sólidos urbanos de los 9 municipios mancomunados y en la actualidad también presta el servicio de limpieza del alcantarillado público.
La población conjunta de todos los municipios mancomunados a 1 de enero de 2018 es de 31.801 habitantes. La sede de la mancomunidad se encuentra en Peralta.

## Municipios integrantes
La mancomunidad está integrada desde su fundación por 9 municipios: Azagra, Cadreita, Falces, Funes, Marcilla, Milagro, Peralta, San Adrián y Villafranca. La mancomunidad participa en el Consorcio de Residuos Urbanos de Navarra.

## Gobierno y administración
Son órganos de gobierno y administración de la Mancomunidad la Asamblea General, el presidente, el vicepresidente y la Comisión Permanente.

### Presidente de la Mancomunidad
El presidente es elegido por la Asamblea General de la mancomunidad cada cuatro años, después de celebradas las elecciones municipales de entre los vocales de la Asamblea, que a su vez deben ser siempre o concejales o alcaldes de los municipios mancomunados. Tiene atribuida la representación de la mancomunidad y la dirección del gobierno de la misma y es suplido por un vicepresidente que se elige en la misma sesión.
| Periodo   | Presidente                    | Municipio | Cargo municipal | Partido político |
| --------- | ----------------------------- | --------- | --------------- | ---------------- |
| 1995-1999 | Javier Ausejo Jiménez         | Falces    | concejal        |                  |
| 1999-2003 | Santos Cerdán León            | Milagro   | concejal        | PSN-PSOE         |
| 2003-2007 | Araceli Rincón Romero         | Azagra    | concejal        | PSN-PSOE         |
| 2007-2011 | Lourdes Aramburu Ortega       | Peralta   | concejal        | UPEI             |
| 2011-2015 | Carlos de Miguel Altimasveres | Peralta   | concejal        | PSN-PSOE         |
| 2015-2019 | Carlos de Miguel Altimasveres | Peralta   | concejal        | PSN-PSOE         |
| 2019-2023 | Belén Cerdán León             | Milagro   | concejal        | PSN-PSOE         |

## Gestión de los residuos urbanos, centro de selección de envases de Peralta
La Mancomunidad de la Ribera Alta dispone de una planta de selección de envases, situada en Peralta. La planta inició su actividad en 1999, pero con una escasa automatización. En 2008 la planta de selección de envases mejoró sus instalaciones y su automatización.
Al ser constituido el Consorcio de Residuos Urbanos de Navarra, la planta se adscribió al Consorcio para dar tratamiento además de los propios, a los residuos generados por las mancomunidades de Alto Araxes, Mairaga, Mendialdea, Sakana y Valdizarbe desde el año 2002, y a los de la Mancomunidad de Sangüesa desde 2005. A partir de 2015 la planta pasó a tratar los envases procedentes de todas las mancomunidades de Navarra, a excepción de las de Pamplona, Ribera y Montejurra, que cuentan con plantas de envases propias.
De esta manera, la planta habría recibido en 2012 1.712 toneladas de distintos tipos de residuos, de las cuales se recuperaron 1.223,8 toneladas.
Además del trabajo manual de trabajadores que se encargan de descartar los impropios, la planta utiliza diferentes mecanismos para procesar los residuos: lectores ópticos, destructores de bolsas, flujos de Foulcaut, electroimanes, balísticos, aspiraciones, etc. De este modo, los materiales seleccionados en esta planta son: metales (férricos y no férricos), tetrabriks, papel-cartón, plásticos (polietileno de alta densidad-PEAD, polietileno de baja densidad-PEBD, polietileno tereftalato-PET, policloruro de vinilo-PVC y mezcla de varios plásticos) y vidrio.
La mancomunidad dispone también de un muelle de descarga en Peralta, que permite almacenamiento de los residuos, compactarlos y cargarlos en camiones grandes para su transporte a los centros de tratamiento. Este proceso consigue un ahorro de costes y de emisiones de dióxido de carbono a la atmósfera. La instalación fue inaugurada en 2010, y sirve para el traslado de los residuos del contenedor verde de la mancomunidad de Ribera Alta hasta la planta de tratamiento de residuos de El Culebrete.
Así mismo, la mancomunidad dispone de un contenedor punto limpio móvil que se desplaza por los nueve municipios que integran la entidad. En él se pueden depositar los residuos que no tienen cabida en los contenedores convencionales, hasta un total de 14 residuos diferentes, por lo que el contenedor dispone de varios departamentos separados. Entre los desechos que se pueden depositar en este contenedor están las pinturas, barnices y disolventes, las bombillas o fluorescentes, las pilas y baterías, los aerosoles, medicamentos, radiografías y juguetes.
Como forma de adecuarse al objetivo fijado por el Plan Integrado de Gestión de Residuos de Navarra (PIGRN) que contempla que para el año 2020 se recoja separadamente el 50% de los biorresiduos, la mancomunidad ha implantado en 2013 el 5º contenedor con llave para la recogida selectiva de la materia orgánica. Según datos del Consorcio de Residuos de Navarra, en 2013 las 9.000 familias que participaban en el recogida aportaban unas 45 Toneladas mensuales de bioresiduos. Su tratamiento se realiza en plantas privadas de biometanización.

## Antiguo vertedero de Moratiel, Peralta
En sus primeros años de andadura, la mancomunidad contaba con las instalaciones del vertedero de residuos urbanos de Moratiel, en Peralta. Esta instalación fue clausurada en 2008, y desde ese momento, la basura orgánica y fracción resto (la del contenedor verde) se traslada al centro de tratamiento de residuos de El Culebrete, en Tudela.
El vertedero de Moratiel fue clausurado y acondicionado a través de su sellado superior, la canalización de las aguas pluviales del entorno y otras obras complementarias. Para el sellado se utilizaron varias capas de materiales, que de abajo a arriba son:
- una primera capa de regularización, tierra arcillosa que sirve para nivelar otros estratos, y conseguir la homogeneización del terreno;
- una capa de recogida de los gases generados por la descomposición anaerobia de los residuos (metano y dióxido de carbono), que se canalizan al exterior a través de una red de chimeneas;
- un manto de mineral impermeable, que impide que el agua de lluvia u otras escorrentías se filtren al interior de la basura;
- una capa de drenaje, que permite la filtración del agua de lluvia o de los lixiviados para conducirlos a una canalización, etc.;
- finalmente, una capa de cobertura de tierra vegetal.

Así mismo, una vez sellado el vertedero se realizó la revegetación del espacio, con el fin de conseguir su integración en el entorno.
El objetivo era evitar las escorrentías y los lixiviados que podrían contaminar el subsuelo y los acuíferos de la zona; el merodeo de animales en busca de alimento y la posible propagación de enfermedades en la fauna, así como la degradación paisajística.